# Vicente Antonio Blel
Vicente Antonio Blel Scaff (Cartagena de Indias, 16 de abril de 1985) es un Ingeniero colombiano de ascendencia libanesa. Se desempeñó como gobernador de Bolívar entre 2020-2024.

## Biografía
Nació en Cartagena de Indias en 1985 es hijo del 4 veces senador Vicente Blel, condenado por parapolítica, y es hermano de la senadora Nadia Blel. Realizó sus estudios de primaria y bachillerato en el Colegio Británico de Cartagena. Estudió Ingeniería industrial de la Universidad Tecnológica de Bolívar y en especialista en Gerencia Pública de la Universidad del Norte; además tiene una especialización en Economía de la Universidad de los Andes y es Magíster en Administración de Empresas de la Universidad del Norte de Barranquilla.
Su carrera política empezó como Concejal de Cartagena en los periodos 2003-2012. Tiempo después se oficializó su candidatura a la gobernación de Bolívar, para la cual resultó elegido para el período 2020-2024.